# Bella (film)
Bella è un film del 2006 diretto da Alejandro Monteverde.
Ha ottenuto diversi riconoscimenti in ambito festivaliero e consensi tra le associazioni pro-life.

## Trama
José e Nina lavorano nel ristorante messicano del fratello di lui, Manny, un uomo dispotico più interessato al prestigio del proprio locale e a far soldi, piuttosto che a instaurare un vero rapporto di collaborazione con i suoi dipendenti. Bastano pochi minuti di ritardo, e Nina viene licenziata. Ha appena scoperto di essere incinta, è disperata e José decide di seguirla, piantando in asso il suo lavoro. A poco a poco, mentre i flashback delle loro storie iniziano a combaciare come in un puzzle, si scopre che José era stato una star del football, che all'apice del successo aveva visto la propria carriera e la propria esistenza sbriciolate da un grave incidente e da enormi sensi di colpa.
Dopo aver investito una bambina infatti, il giovane finisce in carcere, e, successivamente, viene assunto da Manny, che gli affida un ruolo di prestigio in cucina. La sua vita però è svuotata dai rimorsi e procede senza un vero scopo. Quando Nina gli comunica di essere rimasta incinta e di volersi liberare del bambino José cercherà di starle accanto fino a quando non riuscirà a trovare una soluzione che possa riscattare i destini di entrambi, prendendo in affido la bambina

## Produzione
Il film segna il debutto di Alejandro Monteverde come regista, che ha anche sceneggiato la storia con Patrick Million. Il film Manny Perez, Angélica Aragón, Jaime Terelli, Ali Landry ed Ewa Da Cruz. È prodotto da Sean Wolfington, Eduardo Verástegui, Leo Severino, Alejandro Monteverde, Denise Pinckley e Jason Jones. I produttori esecutivi sono J. Eustace Wolfington, Sean Wolfington, Ana Wolfington e Stephen McEveety.
Stephen McEveety, produttore di Braveheart e La Passione di Cristo ha firmato come produttore esecutivo per commercializzarlo. Bella è la prima release di McEveety, sotto la nuova società Mpower Pictures. Costato circa 3.3 milioni di dollari, il film è stato prodotto da Metanoia Films.

## Distribuzione
Il film è stato distribuito nelle sale statunitensi il 26 ottobre 2007 ed in Messico il 30 aprile 2008. In Europa il film è uscito molto tardi, rispetto all'anno di produzione: il 1º ottobre 2010 è stato distribuito in Regno Unito, mentre il 26 gennaio 2010 in Italia.

## Incassi
Il film, per essere stato prodotto con un budget molto basso, ha riscosso un discreto successo. Negli Stati Uniti ha incassato 8.070.537 £, mentre l'incasso totale è di 12.083.296 £.

## Riconoscimenti
Il film ha ottenuto nel 2006 il People Choice Award al Toronto International Film Festival.
Ha vinto, al Heartland Film Festival, il Grand Prize Award per il miglior film drammatico e tre Crystal Heart Awards a Monteverde come regista, sceneggiatore e produttore.